# Chorog

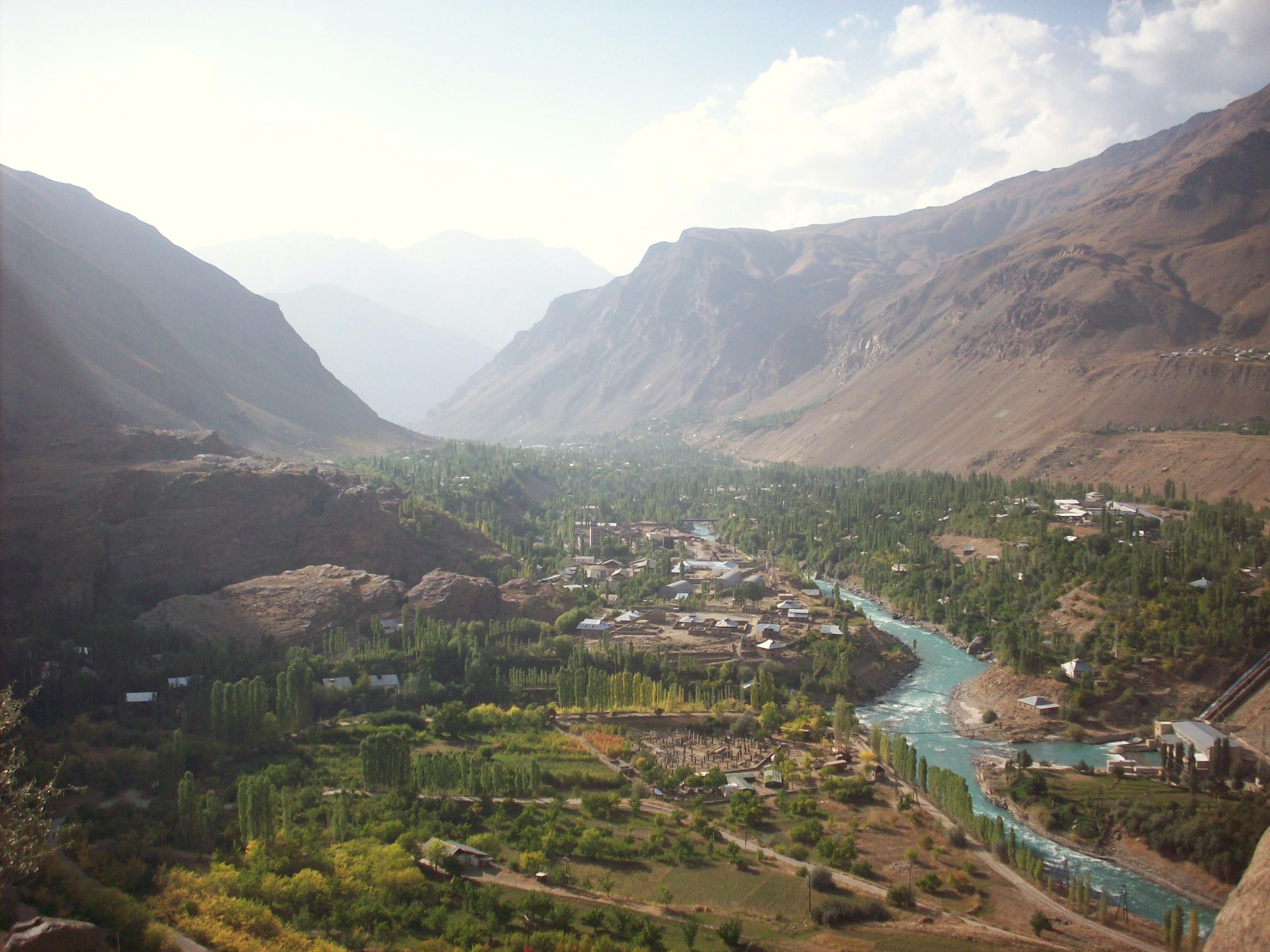
Widok na miasto z ogrodów botanicznych

Chorog (Хоруғ) – miasto w Tadżykistanie, położone u ujścia rzeki Gunt do rzeki Pandż, na granicy z Afganistanem; 32 tys. mieszkańców (2010). Stolica Górskiego Badachszanu. W sąsiedztwie tadżycko-afgańskie przejście graniczne.
W mieście rozwinął się przemysł spożywczy, materiałów budowlanych oraz odzieżowy. W mieście znajduje się muzeum krajoznawcze.

## Transport
- Port lotniczy Chorog